# Хотко, Самир Хамидович
Самир Хамидович Хотко (род. 27 июня 1968; Изобильный, Ставропольский край, СССР) — российский адыгский историк, доктор исторических наук, главный научный сотрудник отдела этнологии и народного искусства Адыгейского республиканского института гуманитарных исследований им. Т. М. Керашева.
Автор ряда монографий и большого числа статей в научных журналах по теме средневековой истории адыгов, истории адыгской диаспоры, черкесских мамлюков, адыго-славянских этнокультурных связей в средние века и нового времени, а также источниковедению. Составитель сборников документов и материалов по агрикультуре, коневодству и истории отдельных исторических регионов Черкесии.

## Биография
В 1992 году с отличием закончил исторический факультет Адыгейского государственного университета (АГУ) и в том же году был принят научным сотрудником в отдел этнологии Адыгейского республиканского института гуманитарных исследований. Тогда же поступил соискателем на кафедру Отечественной истории исторического факультета АГУ. В 1997 году защитил диссертацию на соискание учёной степени кандидата исторических наук по теме «Черкесские мамлюки (XIII—XVIII вв.)» (специальность 07.00.02 Отечественная история).
В июле того же 1997 года участвовал в работе проходившего в Будапеште (Венгрия) XXXV Международного конгресса азиатских и северо-африканских исследований (ICANAS), выступив там с докладом по теме «Аланы в мамлюкском Египте. XIII—XV вв.». В июле 2004 года принял участие в работе XXXVII того же конгресса в Москве с докладом «Военное отходничество адыгов в средние века и новое время». Так же в июле 2006 года принимал участие в работе II Северо-Атлантической конференции по народной скрипке (NAFCo) с докладом «Шотландско-черкесские этнографические параллели».
Является автором сценария к документально-игровому фильму «Черкесия» (2007).
В 2017 году защитил докторскую диссертацию по теме «Генезис адыгского (черкесского) этнополитического пространства в XIII—XVI вв.: Проблемы и перспективы исследования» (специальность 07.00.02 Отечественная история).

## Основная библиография
Диссертации
- Хотко С. Х. Черкесские мамлюки (XIII—XVIII вв.). — диссертация … кандидата исторических наук. — Майкоп, 1997. — 234 с.
- Хотко С. Х. Генезис адыгского (черкесского) этнополитического пространства в XIII—XVI вв.: Проблемы и перспективы исследования. — диссертация … доктора исторических наук. — Майкоп, 2017. — 595 с. Архивировано 17 мая 2018 года.

Монографии
- Хотко С. Х. Черкесские мамлюки. — Майкоп: Адыг. кн. изд-во, 1993. — 180 с. — ISBN 5-7608-0098-1.
- Хотко С. Х. Черкеские (адыгские) правители Египта и Сирии в XIII—XVIII веках. — Майкоп: Адыгея, 1995. — 376 с.
- Хотко С. Х. Генезис черкесских элит в султанате Мамлюков и Османской империи (XIII—XIX вв.). — Майкоп: Меоты, 1999. — 280 с.
- Хотко С. Х. История Черкесии: В средние века и новое время. — СПб.: СПбГУ, 2001. — 552 с. — ISBN 5-288-02975-X. (2-е изд., доп. и перераб. СПб.: СПбГУ, 2002. 976 с.)
- Хотко С. Х. Очерки истории черкесов: Этногенез, античность, средневековье, новое время, современность. — СПб.: СПбГУ, 2001. — 432 с. — ISBN 5-288-02976-8.
- Хотко С. Х. Цивилизация Кабарды. — СПб.: СПбГУ, 2008. — 540 с. — ISBN 978-5-7680-2218-1.
- Хотко С. Х. Открытие Черкесии. Картографические источники XIV—XIX вв.. — Майкоп: Полиграф–ЮГ, 2015. — 292 с. — ISBN 978-5-7992-0829-5.
- Khotko S. Kh. Çerkeslerin (Adıgelerin) Tarihi (тур.). — Istanbul: Apra, 2015. — 332 S.
- Хотко С. Х. Черкесия: Генезис, этнополитические связи со странами Восточной Европы и Ближнего Востока (XIII—XVI вв.). — Майкоп: Адыг. кн. изд-во, 2017. — 544 с. — ISBN 978-5-7608-0861-5.

Брошюры
- Агрба Б. С., Хотко С. Х. «Островная» цивилизация Черкесии. Черты историко-культурной самобытности страны адыгов. — Майкоп: Адыгея, 2004. — 48 с. — ISBN 5-7992-0293-7.

Сборники
- Старые черкесские сады. Ландшафт и агрикультура Северо-Западного Кавказа в освещении русских источников. 1864—1914: в 2 томах / Сост., вступ. ст. и примеч. С. Х. Хотко. — М.: Олма-Пресс, 2005. — 444 + 414 с. — ISBN 5-224-05244-0 (Т. 1). — ISBN 5-224-05246-7 (Т. 2).
- Черкесская лошадь. Коневодство и коннозаводство: Сборник источников / Сост., вступ. ст. и комм. С. Х. Хотко. — Нальчик: Изд-во М. и В. Котляровых («Полиграфсервис и Т»), 2008. — 424 с.
- Бесленей — мост Черкесии. Вопросы исторической демографии Восточного Закубанья. XIII—XIX вв: Сборник документов и материалов / Сост. и вступ. ст. С. Х. Хотко. — Майкоп, 2009. — 406 с. — ISBN 978-5-7992-0558-4.
- Карачай — Страна на вершине Кавказа: Очерки истории и культуры Карачая / Сост., вступ. ст., сост., комм. С. Х. Хотко. — Майкоп: Полиграф-Юг, 2011. — 448 с. — ISBN 978-5-7992-0655-0.
- Черкесия в картах XIV—XIX веков / Сост. Б. Езбек, Х. М. Дауров, А. В. Джамирзе, С. Х. Хотко; вступ. ст. и комм. к картам С. Х. Хотко. — Краснодар: АлВи-Дизайн, 2011. — 192 с.